# Siegfried Bühr
Siegfried Bühr (* 23. März 1943 in Hamburg) ist ein deutscher Schauspieler, Theaterregisseur, Theaterintendant und Opernregisseur.

## Leben
Bühr erhielt seine Ausbildung 1962 bis 1964 an der Staatlichen Hochschule für Musik in Hamburg. Von 1964 bis 1969 war er Schauspieler und Regisseur am Westfälischen Kammertheater Paderborn. Dieses Theater leitete er von 1970 bis 1978 als Intendant.
In den Jahren 1979 bis 1984 führte er das Zimmertheater Tübingen. In dieser Zeit gehörte der Schauspieler Dominique Horwitz zum Ensemble. 1985 arbeitete Bühr als freier Regisseur am Schauspiel Köln, am Stadttheater Konstanz und an der Württembergischen Landesbühne Esslingen. Von 1985 bis 1990 war er Regisseur am Schauspiel Köln. Seit 1991 arbeitet er als freier Regisseur unter anderem in Tübingen (Landestheater Tübingen), Berlin (Maxim Gorki Theater), Hamburg (Thalia Theater), Wiesbaden (Hessisches Staatstheater), in Karlsruhe (Badisches Staatstheater) sowie in Melchingen (Theater Lindenhof) und Herxheim (Chawwerusch Theater).
Zu seinen Regiearbeiten gehörten Don Carlos (1988, Köln), Pariser Leben (1990, Hamburg), Wenn mit dem Neckar herab. Ein Abendspaziergang (Hommage an Hölderlin (1993, Tübingen)) und Eine Bahnfahrt... und der Raum entschwindet (1999, Region Tübingen).

## Regiearbeiten (Auswahl)
Im Rahmen des Tübinger Sommertheaters 2008 bot er mit dem Theater Lindenhof die von ihm mit Oliver Moumouris konzipierte Stadtgeschichte Aussem Paradies dar.
- 2008 – Lissabonner Traviata von Terrence McNally, Hamburger Kammerspiele
- 2009 – Brassed Off nach dem gleichnamigen Film, Theater Kiel
- 2010 – Così fan tutte von Mozart, Opernhaus Kiel